# Сумангуру Кваннте
Сумангуру Кваннте (иначе Сумангуру Канте) — правитель государства сосо Каниаги в 1200—1235 годы.

## Правление
В 1203 году его войска разграбили Кумби (столицу бывшей империи Гана), подчинив те районы, которые ещё оставались подконтрольны Гане. Сумангуру Кваннте пытался создать новую империю в Западной Африке, ему удалось подчинить царства Эйнара, Бакуну и Тумбу, а также завоевать царство Мали. Он уничтожил почти всех представителей династии Кейта, кроме принца Мари Диаты. После того как войска сосо покинули Мали, Мари Диата (также известный как Сундиата Кейта) восстал против Сумангуру Кваннте. В начавшейся войне Мари Диата возглавил коалицию африканских царств, недовольных Сумангуру Кваннте. В 1235 году в битве при Кирина (около Куликоро) сосо потерпели сокрушительное поражение, а Сумангуру Кваннте погиб. Мари Диата стал основателем империи Мали.

## Сумангуру Кваннте в культуре[1]
Личность Сумангуру Кваннте оказала влияние на западноафриканский фольклор. Его именуют могучим воином и колдуном, жившим в многоэтажном замке. Сумангуру описывают как алчного тирана, способного менять свой облик, чья жестокость со временем оттолкнула даже близких соратников. С ним также связывают историю одного из музыкальных инструментов балафона.